# Międzynarodowy Konkurs Muzyczny im. Marii Canals
Międzynarodowy Konkurs Muzyczny imienia Marii Canals (kat. Concurs International de Música Maria Canals Barcelona) – konkurs muzyczny odbywający się rokrocznie w Palau de la Música Catalana w Barcelonie. Został zapoczątkowany w 1954 jako konkurs pianistyczny, a w 1964 roku został rozszerzony również na inne kategorie odbywające się okazjonalnie. Należy do Światowej Federacji Międzynarodowych Konkursów Muzycznych z siedzibą w Genewie.
Inicjatorami konkursu byli katalońska pianistka Maria Remei Canals i Cendrós (ur. 1913) i jej mąż, kompozytor i pisarz Rossend Llates (1899 – 1973). 
Zwycięzcami konkursu byli m.in.: Andrzej Jasiński (1960), Piotr Machnik (2004) i Mateusz Borowiak (2011). Ponadto laureatami byli m.in. Jerzy Gajek (II nagroda, 1963), Ewa Bukojemska (II nagroda, 1971), Elza Kolodin (II nagroda, 1976), Jadwiga Kotnowska (III nagroda, 1978), Danuta Głowacka (III nagroda, 1984), Monika Konopko (II nagroda w kat. junior, 1989), Małgorzata Lesiewicz-Przybył (III nagroda, 1990), Rafał Łuszczewski (III nagroda, 1993), Katarzyna Ewald (III nagroda, 1996) i Piotr Kupka (III nagroda, 2000).
W jury konkursu zasiadali Polacy, m.in. Tadeusz Żmudziński i Andrzej Pikul z Akademii Muzycznej w Krakowie.